# John W. Morgan
John W. Morgan (Los Angeles, 21 ottobre 1946) è un compositore e arrangiatore statunitense, attivo in California.

## Biografia
Dopo essersi laureato in Musica alla San Diego State University, ha studiato composizione con David Ward-Steinman, rimanendo presso l'Università come teorico e lettore di musica ed orchestrazione e tenendo lezioni di composizione per musica da film.
A fine anni Settanta si è spostato nell'area di Los Angeles lavorando come orchestratore per compositori di colonne sonore  quali Fred Steiner, Bruce Broughton ed Alex North. 
Nel 1979 Morgan ha composto la sua prima partitura per il film The Aftermath, proseguendo con la composizione, negli anni seguenti, di oltre 20 film, oltre che di programmi televisivi, radiofonici e documentari.
Recentemente ha composto la musica per "Demon in the Bottle" e, in collaborazione con William T. Stromberg quella per il documentario "Trinity and Beyond: The Atomic Bomb Movie", diretto nel 1995 da Peter Kuran.
Grande appassionato fin dall'infanzia di musica cinematografica americana della Golden Age di Hollywood, a partire dagli anni Novanta si è dedicato alla ricostruzione delle partiture di molte pellicole musicate da Max Steiner, Erich Wolfgang Korngold, Bernard Herrmann, Franz Waxman, Alfred Newman, Victor Young, Dimitri Tiomkin, Hans J. Salter, Frank Skinner, Philip Sainton, Malcolm Arnold e altri.
Nel 1994, sotto contratto della Naxos Records arrangia estese suite o partiture complete di vari film degli anni Trenta-Cinquanta. Insieme con l'inseparabile amico direttore d'orchestra William Stromberg (che ha diretto la Moscow Symphony Orchestra) è autore dell'uscita di oltre 20 CD dedicati ai grandi compositori di Hollywood. La maggior parte delle incisioni contiene musica mai ascoltata precedentemente o è addirittura una prima registrazione mondiale.
Nel 2007 abbandona la Naxos e costituisce con William T. Stromberg ed Anna Bonn-Stromberg la propria etichetta discografica chiamata Tribute Film Classics, con la quale ha proseguito con nuove registrazioni di musiche di Steiner, Herrmann e Korngold.